# Normand Corbeil
Normand Corbeil (* 6. April 1956 in Montreal; † 25. Januar 2013) war ein kanadischer Komponist für Filmmusik.

## Wirken
Corbeil war seit Ende der 1980er Jahre als Komponist für Filmmusik tätig. In den Jahren 1995 bis 2005 arbeitete er bei mehreren Projekten mit dem Regisseur Christian Duguay zusammen, beginnend mit Screamers – Tödliche Schreie (1995), endend mit Human Trafficking (2005).
Für das 2009 erschienene Videospiel Heavy Rain komponierte Corbeil die Musik. Hierfür wurde er 2011 mit dem BAFTA Games Award ausgezeichnet. Davor vertonte er mit Fahrenheit bereits im Jahr 2005 ein Videospiel. Sein letztes Werk war der Soundtrack zum Spiel Beyond: Two Souls.

## Filmografie (Auswahl)
- 1995: Screamers – Tödliche Schreie (Screamers)
- 1997: The Assignment – Der Auftrag (The Assignment)
- 1998: Airspeed – Rettung in letzter Sekunde (Airspeed)
- 1999: Doppelmord (Double Jeopardy)
- 2000: The Art of War
- 2002: Extreme Ops
- 2003: Lost Junction – Irgendwo im Nirgendwo (Lost Junction)
- 2003: The Statement
- 2003: Hitler – Aufstieg des Bösen (Hitler – The Rise of Evil)
- 2004: The Third Identity – Im Bann der Macht (A Different Loyalty)
- 2004: Napola – Elite für den Führer
- 2005: Human Trafficking – Menschenhandel (Human Trafficking)
- 2005: L’héritière de grande ourse (Miniserie)
- 2006: The Contract
- 2007: Emotional Arithmetic
- 2007: Boot Camp
- 2007: Killer Wave – Die Todeswelle (Killer Wave, Fernsehfilm)
- 2008: Babine
- 2009: Scriptum – Der letzte Tempelritter (The Last Templar)

## Auszeichnungen
- Corbeil wurde 2009 zusammen mit Serge Fiori mit dem Prix Jutra für den Film Babine ausgezeichnet.[4]
- Mit dem Prix Gémeaux wurde Corbeil zweimal ausgezeichnet: Für die Fernsehserie Grande ourse (2004) und für die Miniserie L’héritière de grande ourse (2005).[4]
- Nach vier Nominierungen für den Genie Award im Zeitraum der Jahre 1996 bis 2009 erhielt er diesen im Jahre 2010.
- Corbeil war zweimal für den Emmy nominiert.